# GEJMR
GEJMR (vlastním jménem Václav Němeček; * 1992) je český youtuber, zabývající se zejména tvorbou videí o hře Minecraft, ale i o jiných aktuálních tématech. Svůj kanál na YouTube založil 27. listopadu 2011. V roce 2018 se mu jako teprve třetímu českému youtuberovi podařilo získat 1 milion odběratelů. V roce 2022 byl v českém vydání časopisu Forbes zmíněn jako jeden z nejvíce vydělávajících českých youtuberů. Je o něm známo, že si hlídá soukromí a neodhalil dosud svým internetovým fanouškům veřejně svou tvář. Ke konci roku 2024 mají jeho videa celkem přes 700 000 000 zhlédnutí.